# Gauche indépendante (Italie)
Pour les articles homonymes, voir Gauche indépendante.
La  Gauche indépendante (en italien, Sinistra indipendente) était un mouvement politique et le nom d'un groupe parlementaire italien, qui réunissait des indépendants, proches du Parti communiste italien et le plus souvent élus sur ses listes.
Ce mouvement, né en 1936-1937, a pris fin avec la disparition du PCI.